# 中共廉江县委会、廉江县人民解放政府旧址
中共廉江县委会、廉江县人民解放政府旧址，位于中国广东省湛江市廉江市安铺镇河堤博教小学，为湛江市廉江市的一个市级文物保护单位，类型为近现代重要史迹及代表性建筑，公布时间为1981年11月12日。
中共廉江县委会、廉江县人民解放政府旧址的历史年代为抗日战争时期。